# 基督信徒の慰
『基督信徒の慰め』（きりすとしんとのなぐさめ）は、1893年2月に刊行された内村鑑三の文学作品である。この書において内村は初めて無教会主義の概念を提示した。正宗白鳥はこの書を愛読して大きな影響を受けた。

## 内容
序文の中で、「著者の自伝にあらず」と書いているが、1891年の「不敬事件」の時の生活体験に基づいていると言われる。

### 構成
「愛するものの失せし時」「国人に捨てられし時」「基督教会に捨てられし時」「事業に失敗せし時」「貧に迫りし時」「不治の病に罹りし時」の6章よりなっている。

### 初出
- 内村鑑三著『基督信徒の慰』警醒社、1893年